# Rhaphium sexsetosum
Rhaphium sexsetosum är en tvåvingeart som först beskrevs av Vanschuytbroeck 1951.  Rhaphium sexsetosum ingår i släktet Rhaphium och familjen styltflugor.
Artens utbredningsområde är Kongo. Inga underarter finns listade i Catalogue of Life.